# Francia spániel
A francia spániel (Épagneul français) egy francia kutyafajta.

## Történet
Kialakulása az 1600-as évekre tehető. Pontos származása ismeretlen. A fajták népszerűségi listáján egy időben erősen háttérbe szorult, már-már a kihalás veszélye fenyegette. Napjainkban szerencsére már nem kell ettől tartani. Őshazáján kívül nem nagyon ismert. 

## Külleme
Marmagassága 53-61 centiméter, tömege 20-25 kilogramm. Az egyik legrégibb francia spánielfajta. Viszonylag magas és erőteljes felépítésű állat, mely egészen közeli rokonságban állhat a szetterekkel. Feje szögletes, nyaka rövid, törzse arányos és izmos. Rövid és sima szőrzete kissé zászlósodik. 

## Képgaléria

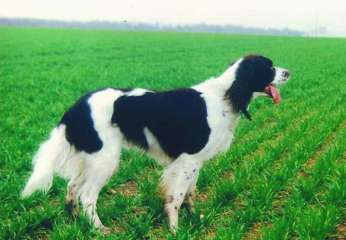
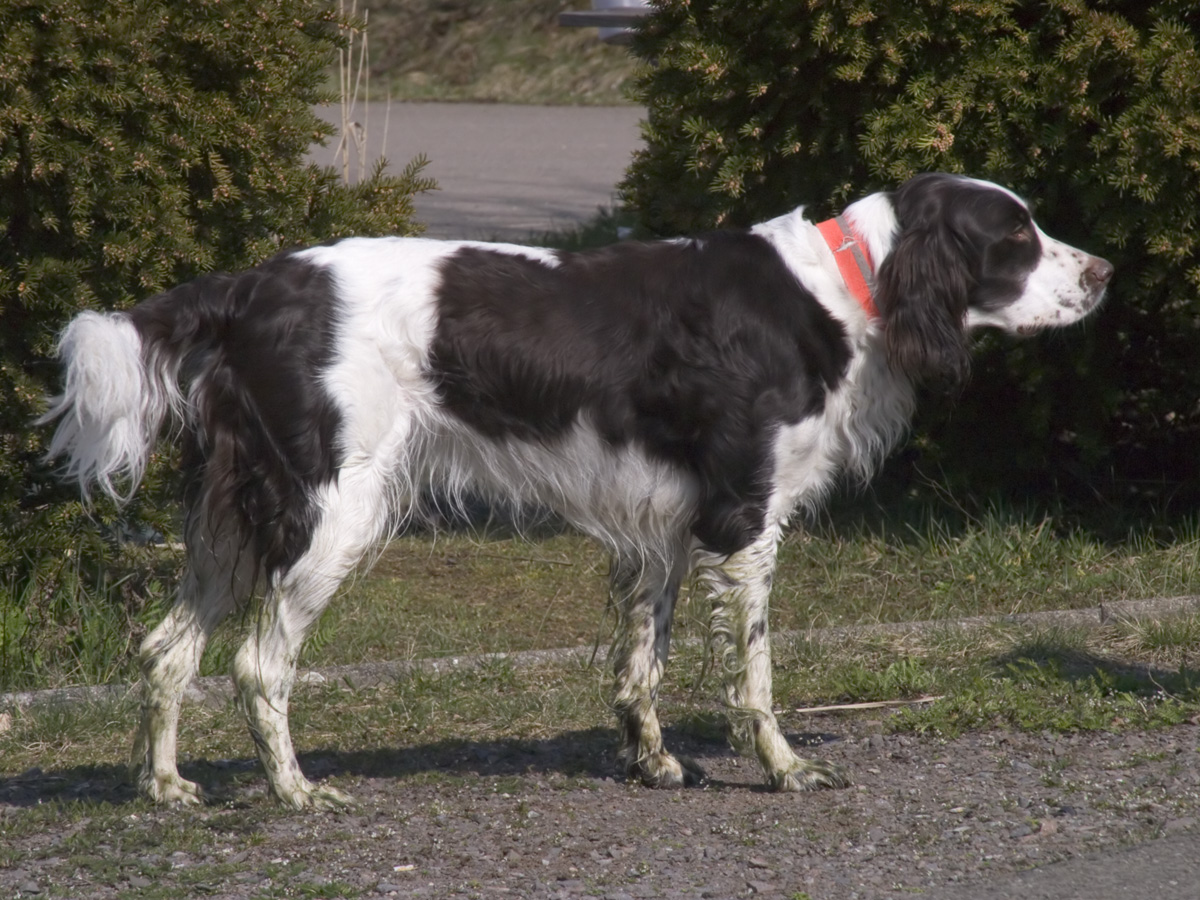

## Jelleme
Természete fogékony és értelmes. 